# Juwes

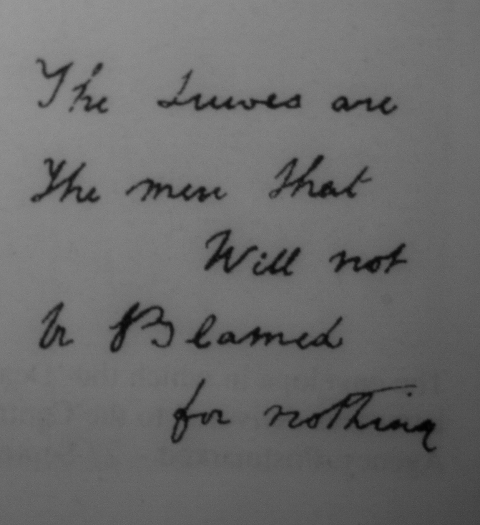
L'inscription de Goulston Street (reproduction) : The Juwes are the men that Will not be Blamed for nothing.

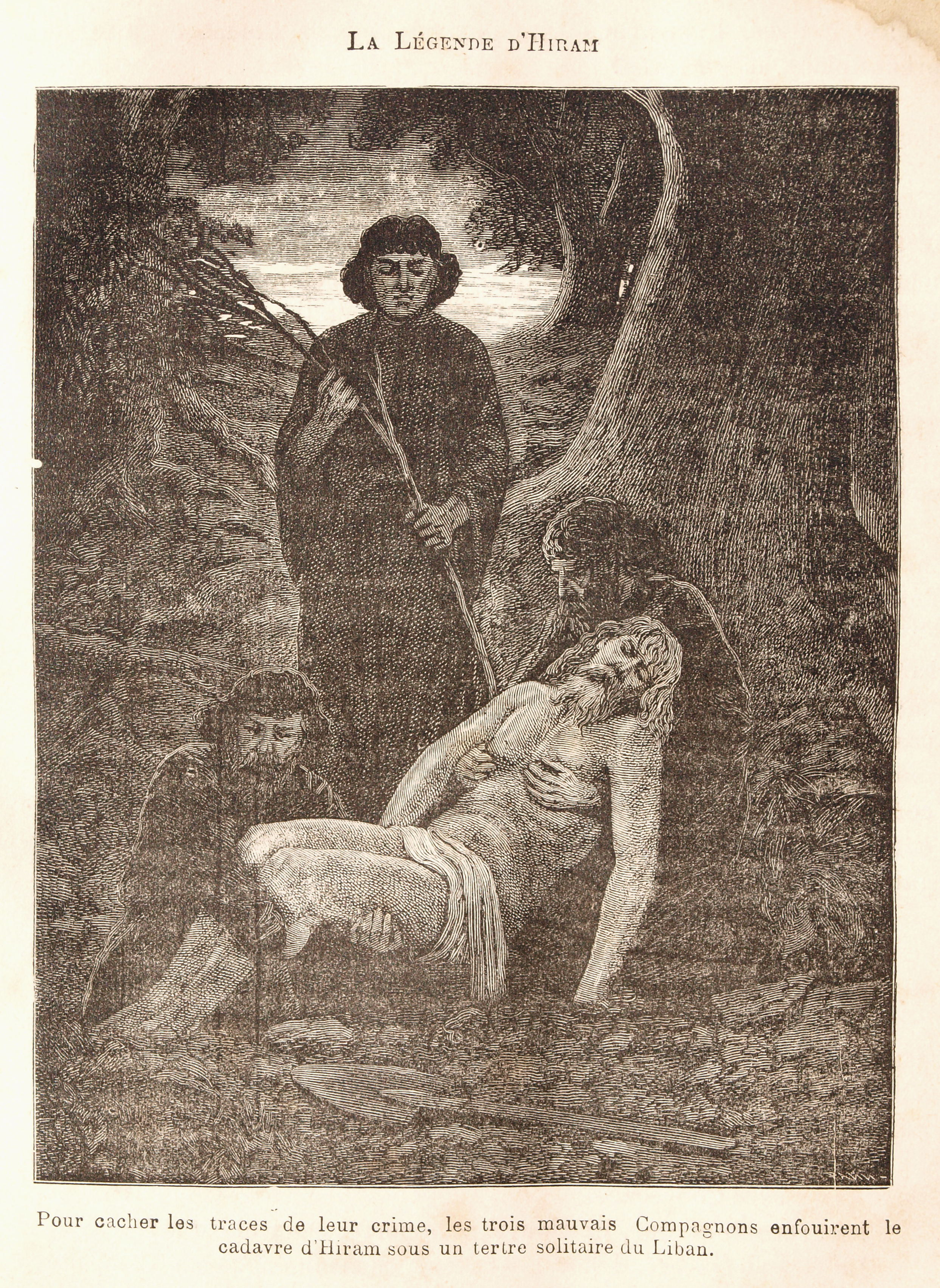
Les assassins d'Hiram: Jubela, Jubelo et Jubelum: les Juwes selon Stephen Knight, dessin de Pierre Méjanel

Selon l'écrivain conspirationniste Stephen Knight, le mot Juwes, qui figure dans l'inscription de Goulston Street et qu'il attribue à Jack l'Éventreur, ne serait pas une faute d'orthographe dans l'écriture du mot Jews (juifs), mais une contraction des mots Jubela, Jubelo, et Jubelum par lesquels certaines variantes de la légende d'Hiram  désignent les trois assassins du maître Hiram.

## Explication
Bien que Knight fût le premier à utiliser Juwes pour désigner ces trois personnes, sa suggestion trouva écho dans les œuvres de fiction qui font allusion aux meurtres, tels que le film Meurtre par décret et la bande dessinée From Hell. Cette dernière fut adaptée au cinéma par les frères Hughes en 2001 sous le même nom de From Hell.
Le "guide du maçon écossais", publié en France entre 1806 et 1811, et connu pour être presque identique à la célèbre divulgation Three distinct Knocks, publiée à Dublin et à Londres en avril 1760, mentionne,, "Jubelas, Jubelos, et Jubelum",, mais pas "juwes".

## Postérité
Plus récemment, deux autres auteurs britanniques, Christopher Knight et Robert Lomas, ont repris cette idée en l'accompagnant de leur propre version de la légende d'Hiram. D'après eux, cette légende maçonnique trouverait son origine dans l'assassinat du pharaon Séqénenrê Taâ, ce que les francs-maçons eux-mêmes auraient ignoré jusqu'à leur supposée découverte.